# NGC 1103
NGC 1103 è una galassia a spirale barrata situata nella costellazione dell'Eridano, a una distanza di circa 190 milioni di anni luce dalla nostra Via Lattea.

## Scoperta
La galassia è stata scoperta il 26 dicembre 1885 dall'astronomo statunitense Lewis Swift.

## Descrizione
NGC 1103 ha una classe di luminosità II e presenta una larga riga a 21 cm dell'idrogeno neutro.

## Supernova
Il 31 dicembre 2011, all'interno di NGC 1103 è stata scoperta la supernova SN 2011js da un gruppo di astronomi impegnati nel programma CRTS (Catalina Real-Time Transient Survey) del Caltech e dall'astronomo amatoriale Stan Howerton dall'osservatorio Bed and Breakfast. La supernova è stata classificata di tipo IIn.

## Gruppo di NGC 1103
NGC 1103 è la più vasta e la più luminosa di un gruppo di galassie che porta il suo nome e che comprende almeno quattro membri. Le altre tre galassie del Gruppo di NGC 1103 sono NGC 1081, IC 1853 e MCG -3-8-37.